# Licuala bintulensis
Licuala bintulensis är en enhjärtbladig växtart som beskrevs av Odoardo Beccari. Licuala bintulensis ingår i släktet Licuala och familjen Arecaceae. Inga underarter finns listade i Catalogue of Life.